# Dicyclodes hieroglyphica
Dicyclodes hieroglyphica är en fjärilsart som beskrevs av W. Warren 1906. Dicyclodes hieroglyphica ingår i släktet Dicyclodes och familjen mätare. Inga underarter finns listade i Catalogue of Life.